# Пальчиковый лайм
Пальчиковый лайм, или Цитрус австралазийский (лат. Citrus australasica) — древесное растение, вид рода Цитрус семейства Рутовые (Rutaceae); происходит из тропических лесов восточной Австралии.

## Ботаническое описание
Кустарник или дерево, может достигать 10 м в высоту. Листья маленькие, 1–6 см (0,39–2,36 дюйма) в длину и 3–25 мм (0,12–0,98 дюйма) в ширину, голые, с зазубренным кончиком. Цветки белые, с лепестками длиной 6–9 мм (0,24–0,35 дюйма). Плод овально-цилиндрической формы, вырастает до 10 см в длину и до 2—3 см в диаметре. Кожица плода тонкая, зелёного, жёлтого, оранжевого, бордового, красного, пурпурного, коричневого или чёрного цвета. Мякоть плода разделена на множество маленьких круглых секций, в которых находится сок. Эти секции не склеены между собой, благодаря чему мякоть по структуре напоминает рыбью икру, откуда происходят названия икорный лайм или лаймовая икра.
С середины девяностых годов в Австралии началось коммерческое использование пальчикового лайма: сначала дикорастущие плоды появились в кондитерских бутиках, потом плоды появились в ресторанах и стали поставляться на экспорт. Плоды лайма маринуют и делают мармелад. Высушенные плоды могут использоваться как пряность.

## Галерея

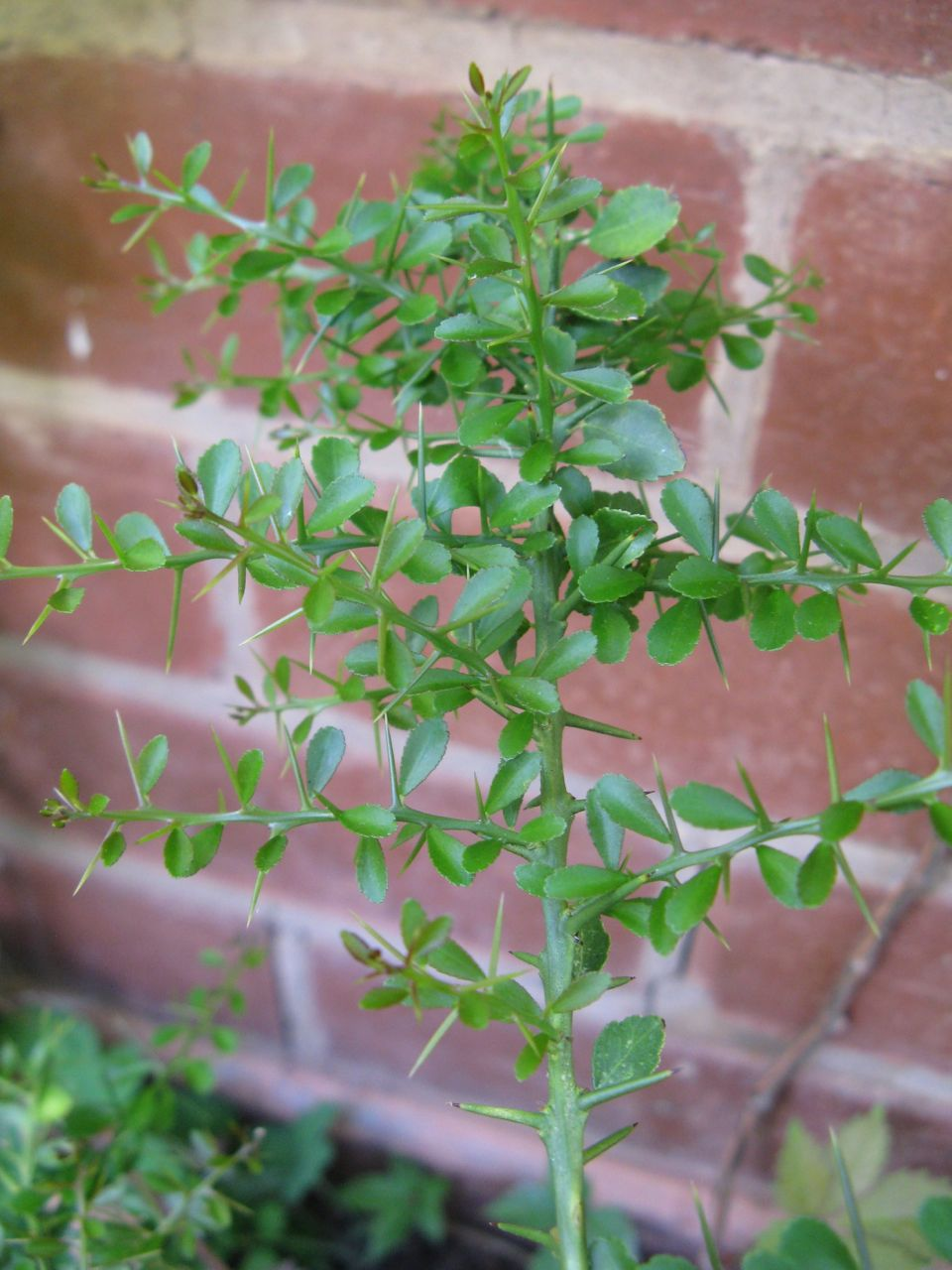
Молодое растение
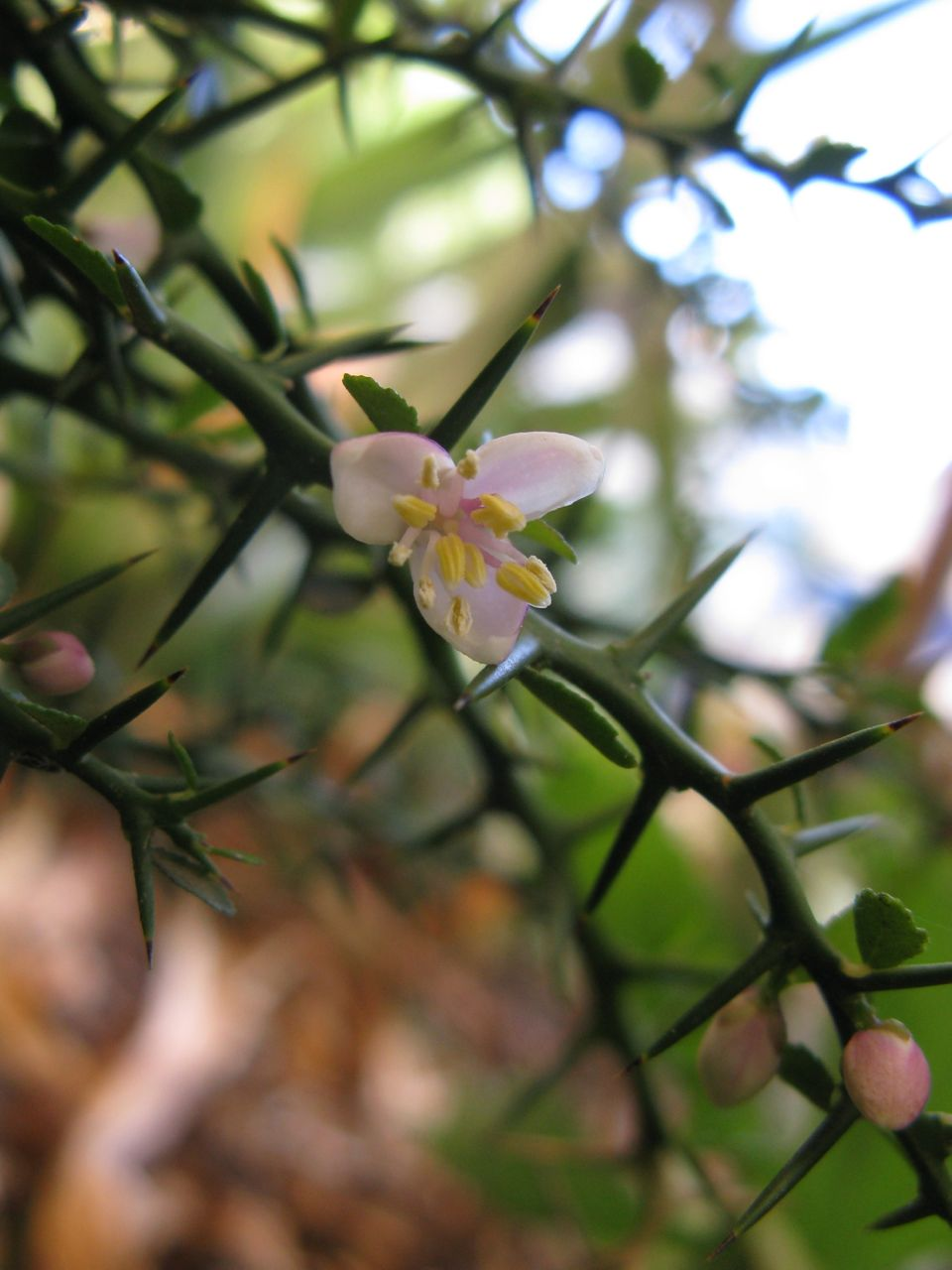
Цветок, характерный для австралийских цитрусов
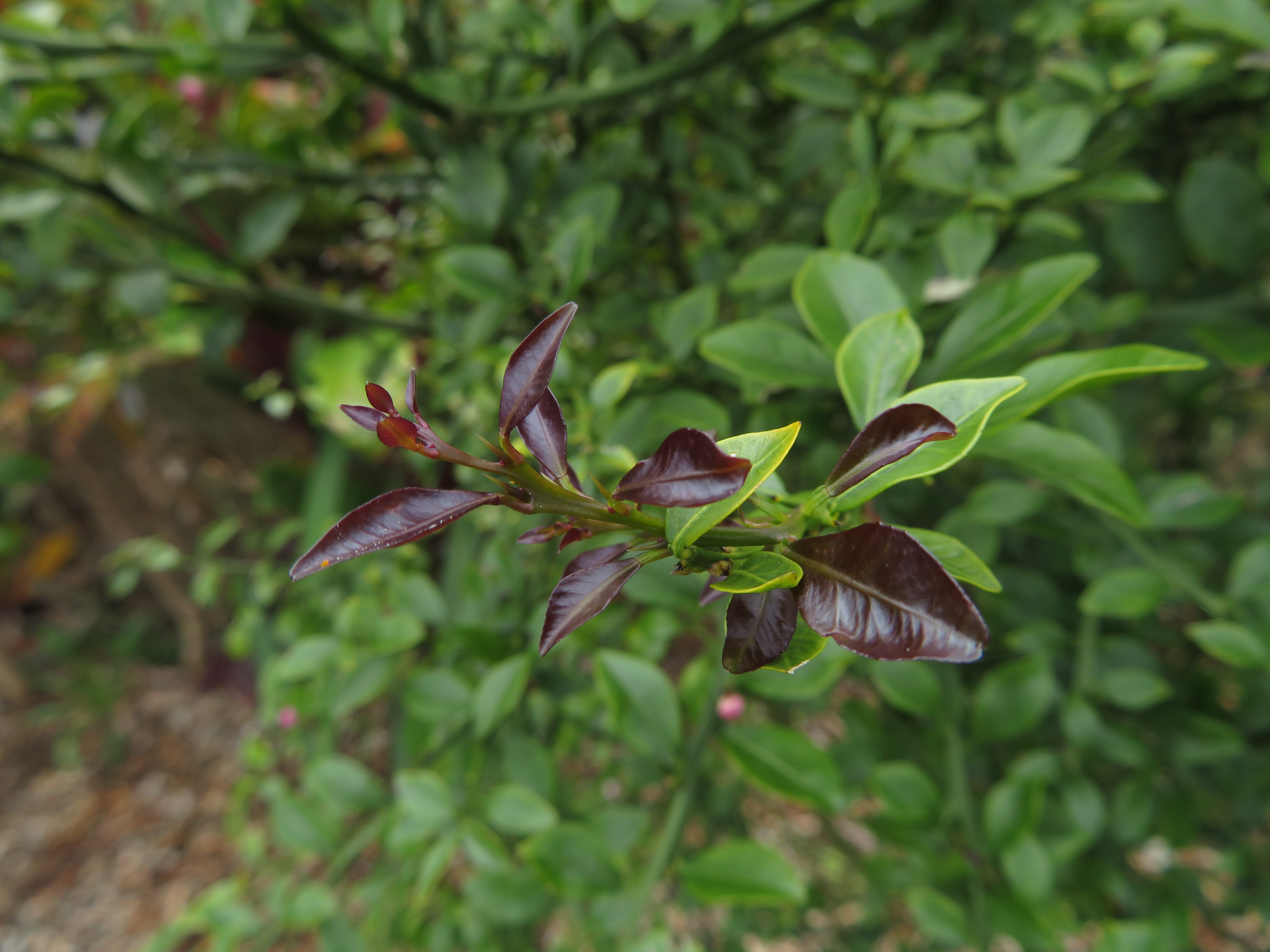
Молодой побег
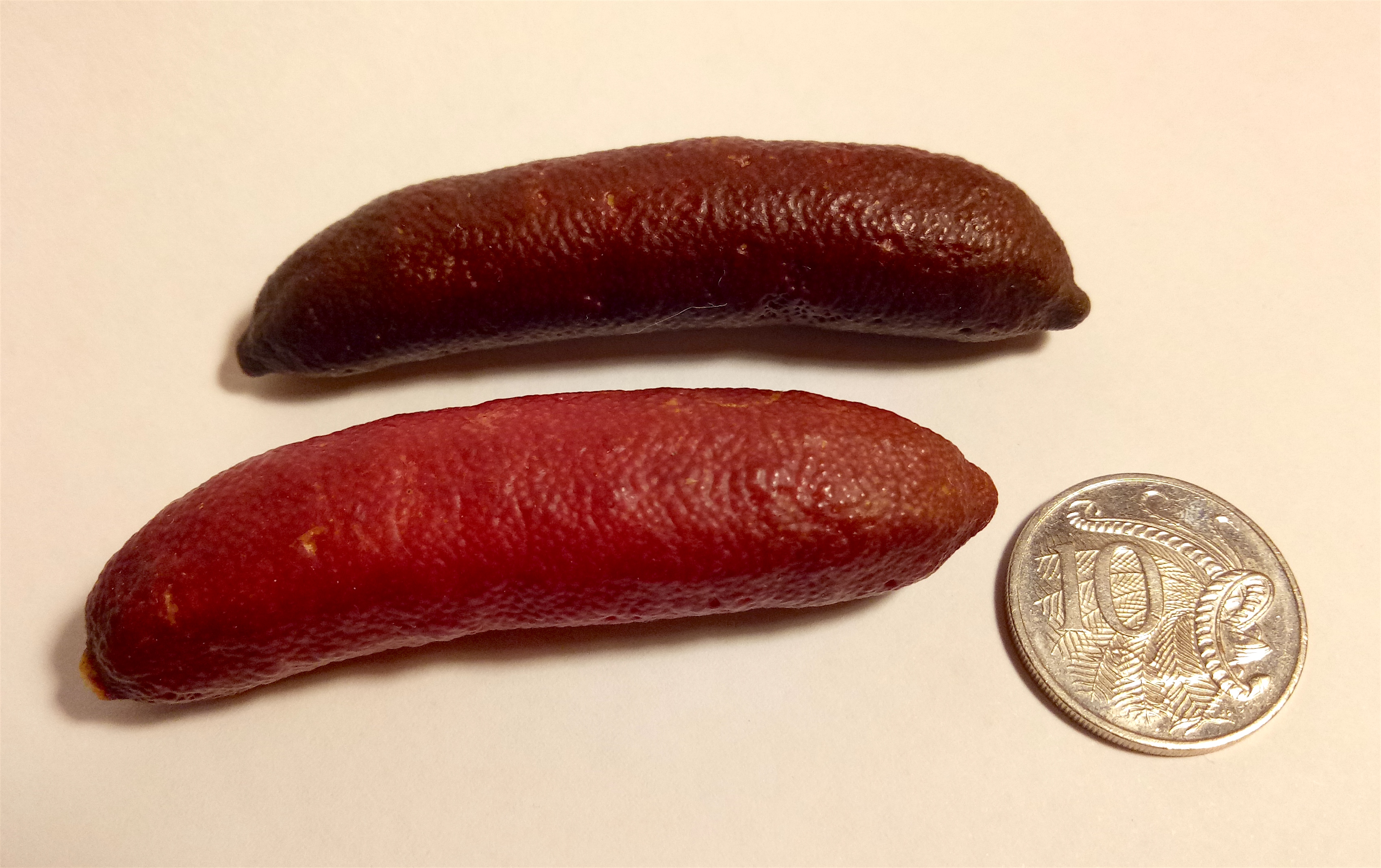
Спелые плоды Citrus australasica рядом с австралийской монетой диаметром 23 мм (0,91 ″)
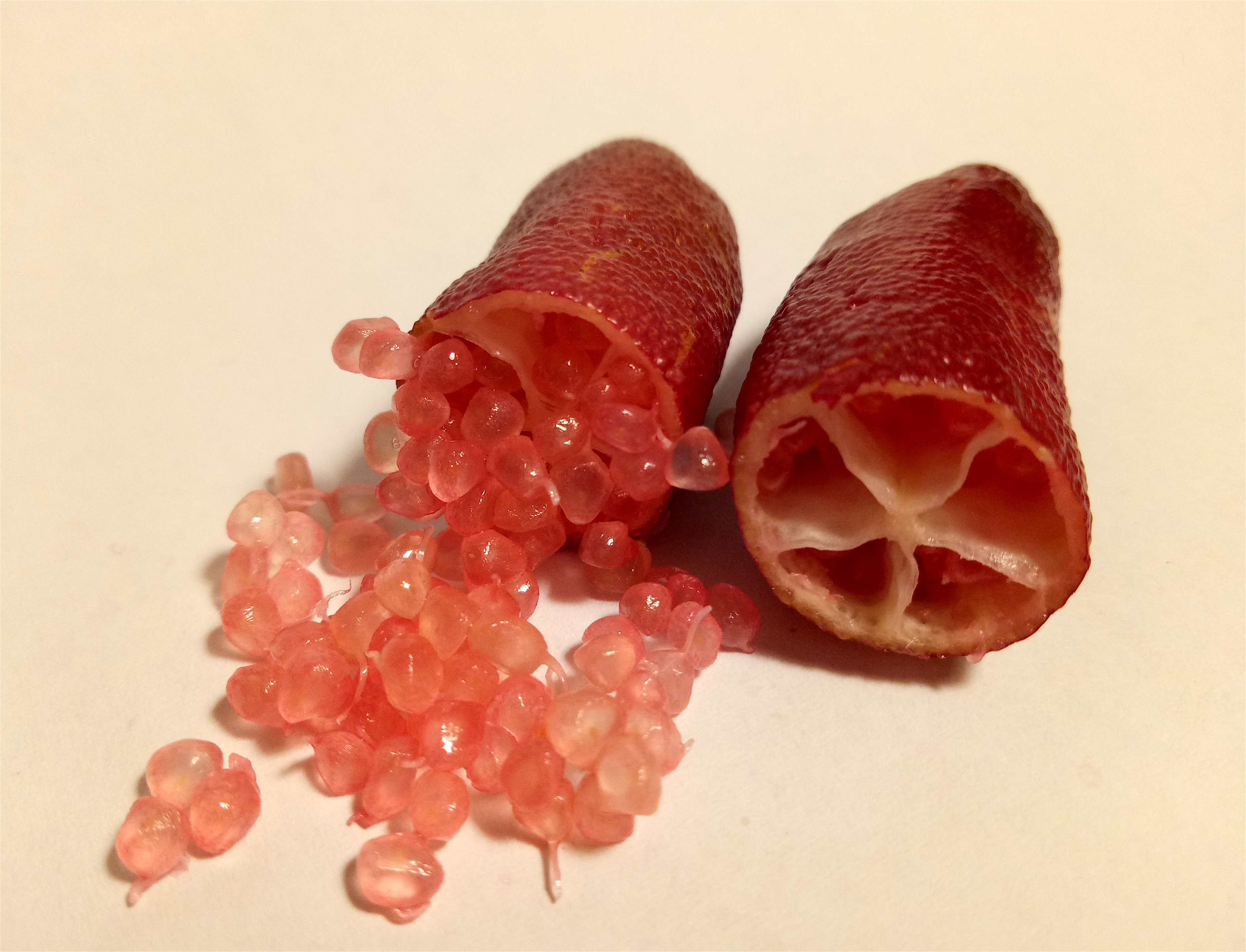
Вскрытый плод пальчикового лайма

## Гибриды
- Австралийский лайм Australian Sunrise
- Австралийский кровавый лайм[англ.] («Australian Blood» lime или «Australian Red Centre»)
- Австралийский лайм Australian Outback (или «Australian Desert»)[2]